# Dionýsios I. Starší
Dionýsios I. Starší, či též Dionýsios I. Syrakuský (asi 432 př. n. l. – 367 př. n. l.) byl od roku 406 př. n. l. tyranem v Syrakusách. Ze Syrakus učinil nejmocnější ze západořeckých kolonií.

## Uchopení moci
Moc získal za pomoci žoldnéřů. Zánik tak prominentní demokratické polis nebyl náhodný, byl to opakující se jev 4. století př. n. l., který souvisel se stále větší rolí žoldnéřů ve starověké řecké společnosti.
Dionýsios uchopil moc též patrně ve spolupráci se Spartou, k čemuž poukazuje, že získal privilegium odvádět žoldnéře ze zemí pod spartskou správou, a že v korintské válce Sparťany vojensky podpořil. Sparťané se proti němu nicméně postavili, když podpořil odboj Illyrů a chtěl s nimi vyplenit chrám v Delfách.

## Výboje
Dobyl několik měst na Sicílii a v jižní Itálii, mnoho Řeků přitom vyhnal a uvrhl do otroctví.

## Spolupráce s Brennusem
Předpokládá se, že spolupracoval s galským dobyvatelem a plenitelem Říma Brennusem, neboť usiloval o získání Messany, městského státu na severovýchodě Sicílie, jež byl pod kontrolou Římanů.

## Válka s Kartágem
Postavil se proti vlivu Kartága na Sicílii, přičemž v letech 397 až 392 př. n. l. s ním vedl válku. Nakonec jeho pokusy vyhnat Kartagince ze Sicílie selhaly. V době jeho smrti byli stále pány nejméně třetiny ostrova.

## Styl vlády
Byl považován za nejhorší druh despoty: krutého, podezíravého a pomstychtivého. Jeden z mála řeckých literátů, který se ho zastával, byl Isokratés.
V Řecku byl jinak nenáviděn, a když v roce 388 vyslal nádherné poselstvo na olympijský festival, dav zničil stany jeho vyslanců.
Byl jedním z prvních řeckých vládců, kterým se během jeho života dostalo božských poct.

## Vynálezy, stavby, zakládání měst a umělecká tvorba
Osobně přispěl k inovacím ve vojenské technice, zejména ve vývoji obléhacích strojů.
Nechal kolem Syrakus vybudovat mohutné hradby.
Na jadranském pobřeží založil Anconu.
Dionýsios byl velkým milovníkem a mecenášem literatury. Na svém dvoře hostil i filozofa Platóna. Dokonce sám tvořil a získal cenu za tragédii Hektorovo výkupné na festivalu Lenaia v Athénách. Podle oblíbené legendy zemřel krátce po tomto úspěchu, když se z radosti upil k smrti. Jiná legenda říká, že byl otráven svým synem. Podle Cicera a Diodóra Sicilského zemřel přirozenou smrtí.

## Ohlas v kultuře
Je jednou z ústředních postav legendy o Damoklově meči.
Je také zmíněn v Dantově Božské komedii, podle Danta trpí v pekle, v řece vařící se krve. Byť někteří literární historici se domnívají, že míněn může být jen syn Dionýsios II., který se ujal vlády po otcově smrti a vyznačoval se stejnou krutostí.
Objevuje se též v baladě Friedricha Schillera Die Bürgschaft (1798), románu Lyona Sprague de Campa The Arrows of Hercules (1965) nebo v románu Mary Renaultové The Mask of Apollo (1966).